# Vilija Matačiūnaitė
Vilija Matačiūnaitė (* 24. června 1986 Vilnius) je litevská zpěvačka, herečka a skladatelka. V roce 2014 reprezentovala Litvu na Eurovision Song Contest v dánské Kodani se svou autorskou písní „Attention“.

## Kariéra
Od dětství měla spoustu zálib, mezi které patřila i hudba. Navštěvovala jazzovou školu, zpívala v dětském sboru a již v šestnácti letech založila svoji první skupinu. Zpívala také ve skupinách Cordage ir Kampas. Širší veřejnosti se poprvé představila v roce 2002 během soutěže Fizz Superstar. V roce 2003 se poprvé zúčastnila národního kola do Eurovision Song Contest se skupinou Sugarfree spolu se zpěvákem Arasem Vėberisem.
V roce 2005 se zúčastnila národního kola do Eurovision Song Contest, kde se dostala až do finále – s písní „Oh my God“ se umístila na 7. místě. V témže roce maturovala na gymnáziu Vilniaus Užupio gimnazija. Vzápětí byla asistentkou režiséra Igna Miškinise při natáčení filmu Diringas.
Následně si v roce 2005 získala uznání, když se zúčastnila prvního ročníku hudební soutěže televize LNK Kelias į žvaigždes (Cesta ke hvězdám), kde se umístila druhá a s LNK podepsala kontrakt do roku 2008. V roce 2010 se umístila druhá v taneční show Kviečiu Šokti a byla třetí v mezinárodní soutěži Sea songs na Ukrajině. V roce 2011 byla druhá na mezinárodní pěvecké soutěži Zlaté hlasy v Moldavsku. V roce 2012, zvítězila v britské hudební soutěži Melange Factor.
V roce 2013 vyhrála místní hudební soutěž televize LRT pro profesionální pěvecké hlasy Auksinis balsas. Také hostila hudební televizní show Romeo ir Džiuljeta. V roce 2014 vyhrála litevský národní výběr do Eurovision Song Contest 2014 se svou autorskou písní „Attention“. Ve druhém semifinále skončila na 11. místě a nepostoupila do finále.

## Diskografie

### Alba
- 2006: Mylėk
- 2014: Attention!

### Singly
- 2005: „Spjaudau Sau Ir Gaudau“
- 2005: „Kvailys“
- 2005: „Mylėk“
- 2006: „Alkana Širdis“
- 2006: „Žiogai“

## Filmografie
| Rok  | Film                                                       | Role  | Poznámka    |
| ---- | ---------------------------------------------------------- | ----- | ----------- |
| 2010 | Mano mylimas prieše (Můj milý nepříteli, televizní seriál) | Miglė | Hlavní role |
| 2013 | Romeo ir Džiuljeta (televizní show)                        | Sebe  | Host        |